# Tim van Dijke
Tim van Dijke (* 15. März 2000 in Goes) ist ein niederländischer Radrennfahrer.

## Sportlicher Werdegang
Mit dem Radsport begann Tim van Dijke im Alter von 12 Jahren zusammen mit seinem Zwillingsbruder Mick. Die Brüder waren zunächst im Mountainbikesport aktiv und wurden acht Jahre in Folge wechselseitig Landesmeister im Cross-Country in ihrer jeweiligen Altersklasse. Da sie kein richtiges Team hatten und sich im MTB nicht weiterentwickeln konnten, wechselten sie zur Saison 2020 zum Straßenradsport.
2020 wurden die Brüder van Dijke Mitglied im Jumbo-Visma Development Team. Während sein Bruder Mick bereits beim UCI WorldTeam von Jumbo-Visma eingesetzt wurde, musste Tim nach einem Sturz beim Cyclocross zunächst längere Zeit pausieren und konnte erst im Juni 2021 wieder Rennen fahren. Bei den nationalen Meisterschaften 2021 wurden die Brüder van Dijke wechselseitig Meister und Vizemeister im Straßenrennen und Einzelzeitfahren der U23. Bei der Kroatien-Rundfahrt erzielte er dann auf der letzten Etappe seinen ersten Erfolg auf der UCI Europe Tour.
Ursprünglich war geplant, dass Tim van Dijke in der Saison 2022 noch für das Jumbo-Visma Development Team fährt, um zur Saison 2023 auch in das WorldTeam aufzusteigen. Nach dem ungeplanten Weggang von Dylan Groenewegen wurde im WorldTeam ein Platz frei, so dass van Dijke vorzeitig übernommen wurde. Den einzigen zählbaren Erfolg für Jumbo-Visma erzielte er bei der Sibiu Cycling Tour 2022, bei der er den Prolog gewann. Darüber hinaus gelangen ihm wiederholt Top-10-Platzierungen, unter anderem der zweite Platz beim Grand Prix de Denain 2023. Im Jahr 2024 gab er beim Giro d’Italia sein Grand-Tour-Debüt.
Zur Saison 2025 wechselte Tim van Dijke gemeinsam mit seinem Bruder zum Team Red Bull-Bora-hansgrohe.

## Familie
Sein Zwillingsbruder Mick van Dijke ist ebenso Radrennfahrer und fährt seit September 2021 auch für das Team Jumbo-Visma.

## Erfolge

### Straße
2021
- Niederländischer Meister (U23) – Straßenrennen
- Mannschaftszeitfahren Kreiz Breizh Elites
- eine Etappe Kroatien-Rundfahrt

2022
- Prolog Sibiu Cycling Tour
- Bergwertung Sazka Tour
- Mannschaftszeitfahren Tour de l’Avenir

### Mountainbike
2017
- Niederländischer Meister (Junioren) – Cross-Country XCO

2018
- Niederländischer Meister (Junioren) – Cross-Country XCO

## Grand Tour-Platzierungen
| Grand Tour            | 2024 |
| --------------------- | ---- |
| Giro d’ItaliaGiro     | 105  |
| Tour de FranceTour    | –    |
| Vuelta a EspañaVuelta | –    |